# Way Out (Ron)
Way Out è un album discografico in studio del cantautore italiano Ron, pubblicato il 29 gennaio 2013.

## Descrizione
Tutti i brani contenuti nell'album sono cover di artisti internazionali tradotte in italiano da Ron e Mattia Del Forno, leader della band La Scelta. La registrazione è stata effettuata in presa diretta nel salone della casa del cantautore, davanti al camino.

## Tracce
1. Palla di cannone (cover di Cannonball, di Damien Rice) (4:46)
2. Mi sto preparando (cover di I'm Getting Ready, di Michael Kiwanuka) (2:38)
3. Ragazzo (cover di Kid, di Amos Lee) (4:08)
4. Non si torna indietro (cover di I Can't Go Back Now, di The Weepies) (2:34)
5. Cielo arancione (cover di Orange Sky, di Alexi Murdock) (4:49)
6. Grantorino (cover di Grantorino, di Jamie Cullum) (4:21)
7. Testa alta (cover di Keep Your Head Up, di Ben Howard) (4:46)
8. Orgoglio antiproiettile (feat. Omar Pedrini) (cover di Bulletproof Pride, di K'naan) (4:20)
9. Libertà (cover di Freedom, di David Gray) (4:24)
10. Ferma il treno (cover di Stop This Train, di John Mayer) (4:29)
11. Sognando come uno stupido (cover di Dreaming Like a Fool, di The Boy Who Trapped The Sun) (4:47)
12. L'anno del topo (cover di Year of the Rat, di Badly Drawn Boy) (4:32)

## Formazione
- Ron - voce
- Fabio Coppini - pianoforte
- Elio Rivagli - batteria
- Roberto Gallinelli - basso
- Alessandro Valle - chitarra
- Giovanna Famulari - violoncello